# Lewis Kinsella
Lewis Kinsella (* 2. September 1994 in Watford) ist ein englischer Fußballspieler. Der linke Außenverteidiger durchlief diverse Jugendmannschaften des FC Arsenal und von Aston Villa, bevor er Anfang 2015 nach regelmäßigen Einsätzen im Reserveteam in den Profibereich der „Villans“ aufstieg.

## Sportlicher Werdegang
Kinsella wurde zunächst in der Akademie des FC Arsenal ausgebildet. Die „Gunners“ sortierten den jungen Linksverteidiger schließlich aus, nachdem eine Reihe von Konkurrenten auf seiner Position als vielversprechender eingestuft wurden. Zu diesem Zeitpunkt war Kinsella noch ein U-16-Nachwuchsspieler und mit nachdrücklicher Empfehlung der Arsenal-Jugendtrainer fand er in der Nachwuchsabteilung von Aston Villa eine neue sportliche Heimat. Bei den „Villans“ fiel er beim europäischen Nachwuchsturnier NextGen Series auf, als er in der Saison 2011/12 bei Fenerbahçe Istanbul den 2:1-Siegtreffer erzielte. In der anschließenden Spielzeit 2012/13 fehlte er zunächst verletzungsbedingt, gehörte dann aber zu den Schlüsselspielern, die letztlich den Wettbewerb sogar gewannen. Seitdem kam er regelmäßig in der Reservemannschaft von Aston Villa zum Einsatz. Nach der Beförderung in den Profibereich zu Beginn des Jahres 2015 wurde er Ende März desselben Jahres für den Rest der Saison 2014/15 an den Viertligisten Luton Town ausgeliehen. In Luton bestritt er bis zu seiner Rückkehr nach Birmingham drei Ligapartien, davon zwei von Beginn an.

## Titel/Auszeichnungen
- NextGen Series: 2013